# Estación de Venta de Baños
Estación de Venta de Baños vasútállomás Spanyolországban, Venta de Baños településen.

## Vasútvonalak
Az állomást az alábbi vasútvonalak érintik:
- Madrid-Hendaya-vasútvonal
- Venta de Baños-Gijón-vasútvonal

## Kapcsolódó állomások
A vasútállomáshoz az alábbi állomások vannak a legközelebb:
- Dueñas train station (Estación de Valladolid-Campo Grande)
- Estación de Palencia (Train station of Santander (Feve), Estación de Burgos Rosa de Lima, Estación de León)